# Doręczenie urzędowe
Doręczenie urzędowe – instytucja regulująca sposób i zasady doręczania pism w postępowaniu administracyjnym.

## Podstawy prawne
Instytucję doręczenia w postępowaniu administracyjnym reguluje kodeks postępowania administracyjnego, w rozdziale 8, obejmującym od art. 39 do art. 49 kpa. Kodeks ten wskazuje w art. 39 kpa, że doręczenie pisma może nastąpić na adres do doręczeń elektronicznych, przez pocztę, pracowników danego organu administracji publicznej lub inne upoważnione osoby lub organy.
Organ administracji publicznej doręcza pisma na adres do doręczeń elektronicznych. Nie dotyczy to sytuacji, gdy doręczenie następuje w siedzibie organu (art. 39 kpa)

## Podstawowe zasady
Pisma doręcza się:
- stronie (lub przedstawicielowi osoby prawnej lub innych osób prawnych niemających osobowości prawnej) – gdy działa samodzielnie (art. 40 § 1 kpa)
- pełnomocnikowi – w przypadku ustanowienia takiego pełnomocnika (art. 40 § 2 kpa)
- wszystkim stronom postępowania
- przedstawicielowi ustanowionemu – gdy nie jest znane miejsce pobytu adresata (art. 48 § 1 kpa)
- innym osobom i w innym trybie – dla osób korzystających ze szczególnych uprawnień (np. immunitetu dyplomatycznego), zgodnie z przepisami szczególnymi lub umowami międzynarodowymi (art. 48 § 2)
- przez obwieszczenie – tylko gdy odpowiedni przepis szczególny dopuszcza taką możliwość (art. 49 kpa).

Osobie fizycznej pisma doręcza się bezpośrednio albo innej osobie (np. dorosłemu domownikowi, sąsiadowi lub dozorcy domu) – w przypadku nieobecności adresata, za pokwitowaniem, umieszczając informację w skrzynce pocztowej lub w drzwiach adresata (art. 43 kpa):
- w miejscu zamieszkania lub w miejscu pracy (art. 42 § 1 kpa)
- w lokalu organu administracji – jeżeli przepisy szczególne nie ograniczają takiego sposobu doręczenia (art. 42 § 2 kpa)
- w razie konieczności lub braku możliwości doręczenia pisma w ww. sposób pisma można doręczyć w każdym miejscu, w którym zastano adresata (art. 42 § 3 kpa)
- poprzez złożenie pisma w placówce pocztowej lub urzędzie gminy na okres siedmiu dni, umieszczając informację w skrzynce pocztowej, drzwiach adresata, miejscu pracy lub miejscu widocznym na nieruchomości – przy braku innej możliwości doręczenia (art. 44 kpa).

## Odmowa przyjęcia pisma
Gdy nie jest możliwe doręczenie z powodu odmowy przyjęcia pisma, zwraca się takie pismo z adnotacją o odmowie przyjęcia pisma i dacie tej odmowy (art. 139 § 1). Zgodnie z art. 139 § 2 kpc taka odmowa stanowi podstawę do uznania doręczenia pisma za dokonane w dniu odmowy przyjęcia pisma.